# The Man Comes Around
The Man Comes Around is een lied dat werd uitgebracht door Johnny Cash in 2002 in het album American IV: The Man Comes Around. Het was een van de laatste nummers voor de dood van Johnny Cash.

## Symbolen en verwijzingen in de tekst
In de tekst staan veel verwijzingen naar de bijbel. Cash beschrijft in de tekst met "one of the four beasts" de vier ruiters van de Apocalyps uit het het Nieuwe Testament van de Bijbel. In het begin van het muzikale gedeelte reciteert Cash dat er op een dag een man zal komen om een oordeel te vellen. Het lied beschrijft dat deze gebeurtenis wordt begeleid door trompetten, doedelzakken, en honderd miljoen engelen. De stem van God wordt vaak vergeleken met het geluid van een luide trompet. Het nummer verwijst ook naar de gelijkenis van de tien maagden uit het evangelie van Matteüs. De zin "It's hard for thee to kick against the pricks" is een verwijzing naar een Grieks Spreekwoord. "The wise man will bow down before the throne and at his feet they'll cast their golden crowns" verwijst naar ouderen die de Heer aanbidden en hun kronen leggen voor hem.

## Bezetting
Het lied heeft een kleine bezetting: twee gitaren, een piano en een elektrisch orgel.

## Geschiedenis
Het lied werd geïnspireerd door een droom die Cash had over Koningin Elizabeth II, waarin de koningin Johnny Cash vergelijkt met een doornstruik in een wervelwind.  Achtervolgd door de droom, werd Cash benieuwd of de zinsnede een Bijbelse referentie was en uiteindelijk vond hij een soortgelijke zin in het boek Job.

## In popcultuur
In 2003:
- Het nummer werd gebruikt tijdens de opening en aftiteling van de film The Hunted

In 2004:
- Het nummer werd gebruikt tijdens de opening en credits van Dawn of the Dead

In 2008:
- Het nummer werd gebruikt tijdens een scène in de film My Best Friend's Girl

- Het nummer werd gebruikt in de laatste scènes van Terminator: The Sarah Connor Chronicles

- Het nummer werd gebruikt in de laatste scènes van de HBO miniserie Generation Kill

- Het nummer werd gebruikt tijdens de opening en aftiteling van de film Linewatch

- Het nummer werd gebruikt in de openingsscène van de Criminal Minds episode "Elephant's Memory"

In 2009:
- Het nummer werd gebruikt op de laatste aflevering van de BBC Being Human in de warming-up.

- Het nummer werd gebruikt in de openingsscène van de CSI aflevering "Better Off Dead

In 2012:
- Het nummer werd gebruikt in de trailer en de soundtrack voor de film Killing Them Softly
- Het nummer werd gebruikt in de climax voorlaatste aflevering van het eerste seizoen van de nieuwe Dallas serie

In 2013:
- De eerste regels van het lied werden gebruikt in Sleepy Hollow

In 2014:
- Het nummer werd gebruikt in het eerste seizoen van The Blacklist

In 2015:
- Het nummer werd gebruikt als soundtrack voor een ESPN  tv-spot voor SEC voetbal.
- Het nummer werd gebruikt in de promo voor Bray Wyatt vs Undertaker op Wrestlemania 31.

In 2016:
- Het nummer werd gebruikt in de slotfilm van het Patriottisme van Stewart Lee's Comedy Vehicle.

In 2017:
- Het nummer werd gebruikt tijdens de aftiteling van de film Logan